# Куди він дінеться!
«Куди він дінеться!» (рос. «Куда он денется!») — радянський музичний комедійний художній фільм Одеської кіностудії 1981 року, режисер — Георгій Юнгвальд-Хількевич.

## Сюжет
Молодіжна бригада з українського колгоспу приїжджає в Москву для участі в естрадному конкурсі. На виставці досягнень вони помічають експериментальний зразок трактора, необхідний їх колгоспу. Без трактора вони вирішили не повертатись...

## У ролях
- Ніна Русланова — Катерина Гребенько, бригадир і керівник самодіяльності
- Поліна Кутєпова — Поліна Гребенько, дочка Катерини (вокал — Оля Рождественська)
- Всеволод Абдулов — глядач у залі
- Ксенія Кутєпова — Ксенія Гребенько, дочка Катерини (вокал — Оля Рождественська)
- Баадур Цуладзе — Кавсадзе, інженер і винахідник трактора
- Михайло Боярський — Геннадій Мелентьев, співак
- Галина Бєляєва — Олеся, колгоспниця і учасниця самодіяльності
- Валентин Смирнитський — Андрій Гребенько, чоловік Катерини
- Олександр Ігнатуша — Броніслав, колгоспник, учасник самодіяльності
- Сергій Іванов — Григорій, колгоспник і учасник самодіяльності
- Тетяна Жукова — тітка Паша, покоївка та тітка Геннадія
- Раїса Зайцева — Глаша, колгоспниця і учасниця самодіяльності
- Віктор Павловський — охоронець на ВДНГ
- Жорж Новицький — голова колгоспу
- Юрій Антонов — камео, член журі (немає в титрах)
- Георгій Юнгвальд-Хількевич — камео
- У фільмі брали участь вокально-інструментальний ансамбль «Фестиваль» і хореографічний ансамбль «Сувенір» (худ. кер. Т. Голованова) та ін.

## Творча група
- Сценарій: Анатолій Ейрамджан, за участю Георгія Юнгвальд-Хількевича
- Режисер-постановник: Георгій Юнгвальд-Хількевич
- Оператор-постановник: Аркадій Першин
- Композитор: Максим Дунаєвський
- Текст пісень: Леонід Дербеньов
- Художник-постановник: Лариса Токарєва
- Режисер: Т. Чернова
- Оператор: В. Татаринов
- Звукооператор: Костянтин Купріянов
- Запис музики: Леонід Сорокін
- Режисер монтажу: Тамара Прокопенко
- Балетмейстер: С. Станов
- Художники по гриму: Павло Орленко, М. Єрмакова
- Художник по костюмах: А. Петрова
- Комбіновані зйомки: А. Сидоров
- Художник-декоратор: Павло Холщевніков
- Редактор: Неллі Некрасова
- Директори картини: В. Лишневський, Н. Кагайне

## Пісні
У фільмі співають Михайло Боярський і Оля Рождественська:
- рос. «Городские цветы» (вик. Михайло Боярський, підспівка: Людмила Ларіна (анс. «Фестиваль»)
- рос. «Рикки-Тикки-Тави» (вик. Оля Рождественська)
- рос. «Песенка о цапле» (вик. Михайло Боярський)
- рос. «Мода» (вик. Михайло Боярський)
- рос. «Всё пройдёт» (вик. Михайло Боярський, підспівка: Людмила Ларіна (анс. «Фестиваль»)
- рос. «Сивка-Бурка» (вик. Михайло Боярський)
- рос. «Остановись!» (вик. Михайло Боярський, підспівка: Людмила Ларіна (анс. «Фестиваль»)